# Bistabiel relais

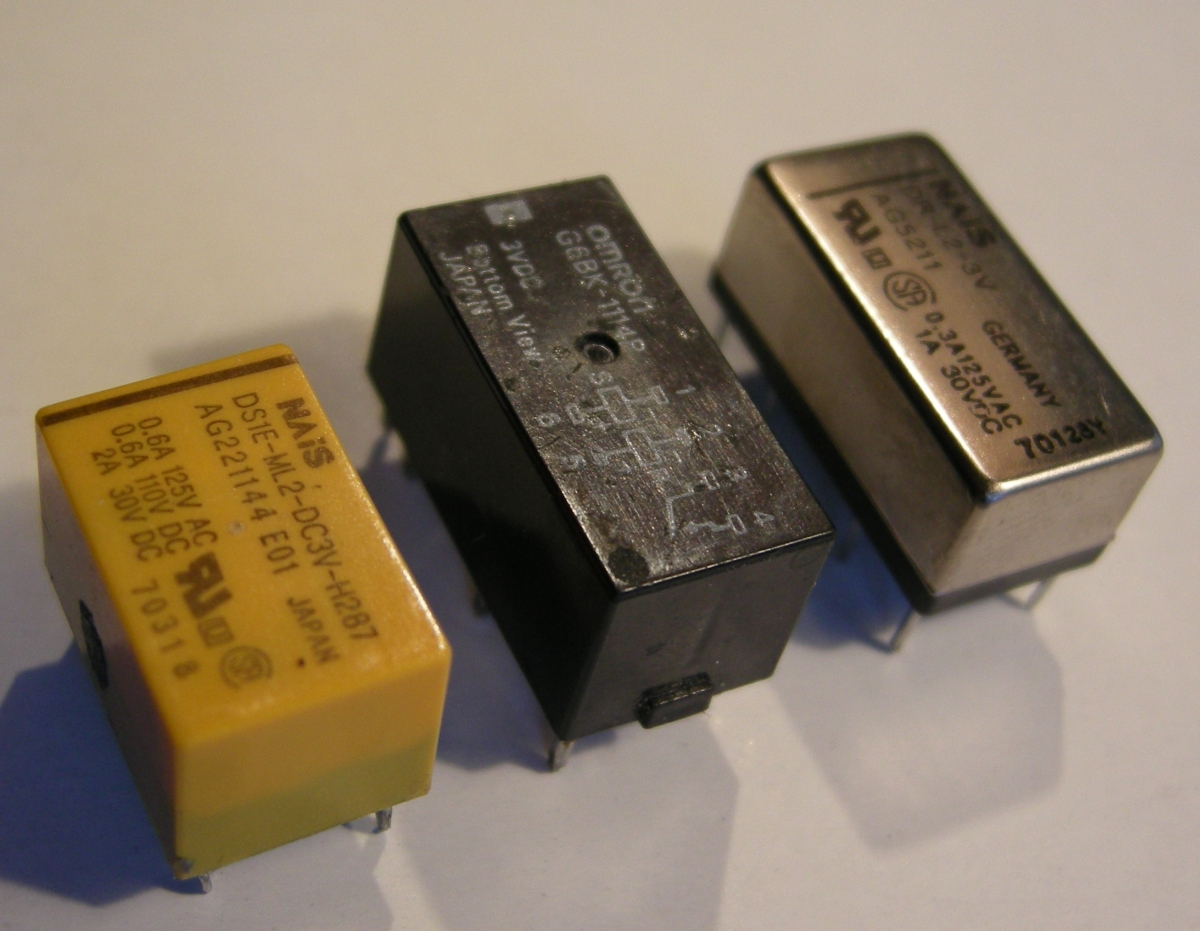
Bistabiele relais, het middelste heeft twee spoelen

Een bistabiel relais is een relais met twee standen, waarvan het anker in beide standen kan blijven staan als het relais niet is bekrachtigd. De contacten, die door het anker worden bediend, blijven dan ook staan in de stand waarin ze het laatst werden geschakeld, het spanningsloos maken van het relais heeft geen invloed op deze stand. De normale uitvoering van een relais is zo uitgevoerd, dat wanneer het relais niet wordt bekrachtigd, het steeds vanzelf naar dezelfde stand springt. Het vasthouden in een bistabiel relais van het anker in een van de twee posities kan langs mechanische weg of met behulp van een permanente magneet. Een zo uitgevoerd relais wordt een remanent relais genoemd. Een korte spanningspuls is al voldoende om het relais om te schakelen. 
Er zijn globaal twee soorten bistabiele relais, een met één spoel en een met twee spoelen. Om een bistabiel relais met één spoel te schakelen moet de polariteit van de spanning over de spoel worden omgewisseld. Dit wordt gedaan door de pluspool en de minpool van de stuurspanning om te wisselen, en opnieuw een puls te geven. Een andere veel toegepaste methode is het gebruik van een condensator in serie met de spoel. Bij een opgaande flank van een spanningspuls over dit netwerk zal de condensator via de spoel van het relais worden opgeladen, er loopt een positieve stroom door de keten en bij de neergaande flank wordt deze ontladen, er loopt een negatieve stroom. Hierbij is het van belang dat de stuurspanning in beide posities laagohmig is, zodat er steeds voldoende stroom kan lopen. Relais met twee spoelen worden afwisselend via de ene en de andere spoel bekrachtigd. Dat wordt meestal met set en reset aangeduid. Deze relais bestaan in twee soorten, bij de ene hebben de spoelen een voorgeschreven polariteit door een ingebouwde vrijloopdiode, bij de andere niet.
Een bistabiel relais wordt dus niet met normale, continue, wissel- of gelijkspanning bediend, zoals gewone, monostabiele relais, maar door pulsen op de ene of op beide spoelen, maar daar zijn doorgaans gelijkstroompulsen voor nodig.

## Toepassing
Een bistabiel relais biedt voordelen boven gewone monostabiele relais in toepassingen waarin het relais gedurende langere tijd in de beide standen moet blijven staan en waar een zo laag mogelijke stroomopname of warmteontwikkeling van belang is, vooral bij toepassing van meer relais in een kleine ruimte. De verhoogde contactdruk in de beide standen, die ook onafhankelijk is van de bekrachtiging en die betrouwbaarder is, is een ander voordeel. De onafhankelijkheid van spanningsuitval kàn een voordeel zijn, maar hoeft dat niet altijd te zijn. Een elektronische kamerthermostaat werkt weliswaar met een bistabiel relais om de batterijen niet te zeer te belasten, er moet wel een voorziening zijn ingebouwd die ervoor zorgt dat het relais nog kan worden uitgeschakeld als de batterijen leegraken.
In de verlichtingstechniek worden speciale bistabiele relais voorzien van aansluitingen waarmee lampen op afstand, bijvoorbeeld in een trappenhuis, in- en  kunnen worden uitgeschakeld of eventueel stapsgewijs gedimd. Deze aansluitingen op afstand worden afstandschakelaar, impulsrelais of stroomstootschakelaar genoemd.
Het relais voor het omschakelen van grootlicht naar dimlicht van een voertuig is lange tijd een bistabiel relais geweest, maar in modernere voertuigen wordt dat elektronisch geregeld.